# 街は恋人
「街は恋人」（まちはこいびと）は、1991年9月24日にリリースされた五十嵐浩晃の15枚目のシングルである。品番：APDA-52（8cmCD）。

## 解説
「街は恋人」は、スズキ「アルト」のCMソングに使用された。
「CHANCE MAKER」は、白浜アドベンチャーワールドのCMソングに使用された。
五十嵐浩晃のシングルでは唯一、自作で楽曲を手掛けていない。ただし、カップリング曲の「CHANCE MAKER」の作曲は五十嵐自身の作曲である。

## 収録曲
1. 街は恋人
  - 作詞：高村圭／作曲：山崎稔／編曲：清水信之
2. CHANCE MAKER
  - 作詞：AZUSA／作曲：五十嵐浩晃／編曲：松本孝浩
3. 街は恋人 (オリジナル・カラオケ)